# En Avant de Guingamp 2009-2010
Questa voce raccoglie le informazioni riguardanti l'En Avant de Guingamp nelle competizioni ufficiali della stagione 2009-2010.

## Stagione
Nella stagione 2009-2010 la squadra ottiene il 18º posto nel campionato di Ligue 2 retrocedendo nel Championnat National.
La squadra gioca anche in UEFA Europa League, venendo eliminata al turno di play-off dai tedeschi dell'Amburgo.

## Rosa
| N. |                         | Ruolo | Calciatore        |
| -- | ----------------------- | ----- | ----------------- |
|    | Francia (bandiera)      | P     | Guillaume Gauclin |
|    | Francia (bandiera)      | P     | Stéphane Trévisan |
|    | Angola (bandiera)       | D     | Luís Delgado      |
|    | Burkina Faso (bandiera) | D     | Bakary Koné       |
|    | Brasile (bandiera)      | D     | Felipe Saad       |
|    | Francia (bandiera)      | D     | Thierry Argelier  |
|    | Francia (bandiera)      | D     | Kévin Bodin       |
|    | Francia (bandiera)      | D     | Yves Deroff       |
|    | Francia (bandiera)      | C     | Christian Bassila |
|    | Francia (bandiera)      | C     | François Bellugou |
|    | Senegal (bandiera)      | C     | Moustapha Diallo  |
|    | Francia (bandiera)      | A     | Fabrice Colleau   |
|    | Francia (bandiera)      | C     | Igor Djoman       |
|    | Ghana (bandiera)        | C     | Michael Helegbe   |

| N. |                    | Ruolo | Calciatore           |
| -- | ------------------ | ----- | -------------------- |
|    | Francia (bandiera) | C     | Giannelli Imbula     |
|    | Francia (bandiera) | C     | Lionel Mathis        |
|    | Francia (bandiera) | C     | Thibault Giresse     |
|    | Guinea (bandiera)  | C     | Richard Soumah       |
|    | Marocco (bandiera) | A     | Mustapha Allaoui     |
|    | Francia (bandiera) | A     | Hervé Bazile         |
|    | Marocco (bandiera) | A     | Alharbi El Jadeyaoui |
|    | Brasile (bandiera) | A     | Gilmar Silva Santos  |
|    | Francia (bandiera) | A     | Sébastien Grax       |
|    | Algeria (bandiera) | A     | Jugurtha Hamroun     |
|    | Francia (bandiera) | A     | Mathieu Scarpelli    |
|    | Senegal (bandiera) | A     | Mohamed Soly         |
|    | Benin (bandiera)   | A     | Mouritala Ogunbiyi   |